# Iațînî, Pîreatîn
Iațînî (în ucraineană Яцини) este un sat în comuna Biloțerkivți din raionul Pîreatîn, regiunea Poltava, Ucraina.

## Demografie
Componența lingvistică a localității Iațînî
     Ucraineană (98%)
     Rusă (1,4%)
     Alte limbi (0,6%)
Conform recensământului din 2001, majoritatea populației localității Iațînî era vorbitoare de ucraineană (98%), existând în minoritate și vorbitori de rusă (1,4%).